# Lillianes
Lillianes es una localidad y comune italiana de la región del Valle de Aosta, con 485 habitantes.

## Evolución demográfica
| Gráfica de evolución demográfica de Lillianes entre 1861 y 2001 |
|                                                                 |
| Fuente ISTAT - elaboración gráfica de Wikipedia                 |